# Mehdy Metella
Mehdy Metella, né le 17 juillet 1992 à Cayenne, en Guyane, est un nageur français spécialiste du sprint, en nage libre et en papillon.
Champion du monde du 4 × 100 m nage libre en 2015 avec Florent Manaudou, Fabien Gilot et Jérémy Stravius, il a détenu le record de France du 100 m papillon de 2015 à 2023.
Il est le frère cadet de la vice-championne olympique 2004 Malia Metella.

## Biographie
Mehdy Metella participe en 2010 à la natation des Jeux olympiques de la jeunesse d'été. Il gagne en individuel le 100 m nage libre et obtient la médaille d'argent du relais 4 × 100 m quatre nages ainsi que le bronze du relais 4 × 100 m nage libre mixte.
Deux ans plus tard, Metella gagne sa première médaille internationale en obtenant le bronze du 100 m papillon lors des Championnats d'Europe en petit bassin 2012 qui se disputent à Chartres.
Metella obtient ses premières récompenses en championnats du monde lors de l'édition 2014 en petit bassin quelques semaines après avoir été touché par le virus du chikungunya. Il est lauréat du relais 4 × 100 m nage libre et médaillé d'argent du relais 4 × 50 m quatre nages.
En 2015, il obtient la médaille d'or au 4 × 100 m nage libre des Championnats du monde à Kazan (Russie), au côté de Florent Manaudou, Fabien Gilot et Jérémy Stravius.
Lors des Championnats de France 2016 qui servent de qualification pour les Jeux olympiques de Rio de Janeiro, Metella remporte l'or du 50 m papillon ainsi que l'argent du 100 m papillon et se classe également quatrième du 100 m nage libre. Il ne réussit cependant pas les temps nécessaires à une qualification directe individuelle pour ces Jeux. Il est repêché la semaine suivante pour disputer une épreuve individuelle, le 100 m papillon et est également qualifié pour le relais 4 × 100 m nage libre.
Il gagne la médaille de bronze lors de la finale du 100 m nage libre des Championnats du monde 2017 à Budapest derrière les deux Américains Caeleb Dressel et Nathan Adrian en 47 s 89.
Atteint d'une rupture partielle de la coiffe des rotateurs à l'épaule gauche, il subit une intervention chirurgicale en janvier 2020.
Lors des Jeux olympiques de Tokyo, il est en individuel neuvième des demi-finales du 100 m papillon, échouant à atteindre la finale pour deux centièmes de seconde. Marqué par cet échec, il subit alors une dépression et ne s'entraîne plus durant un an, exception faite de 10 jours en février 2022.
Metella reprend la compétition le 21 octobre 2022 lors de l'étape berlinoise de la Coupe du monde de natation FINA.
En mai 2023, après plusieurs années au club de Marseille, il annonce son arrivée au club Étoiles 92. En octobre, lors des championnats de France en petit bassin d'Angers, il termine deuxième du 100 mètres papillon, devancé par Maxime Grousset qui établit en 49 s 24 un nouveau record de France de la discipline, améliorant de deux dixièmes la marque précédente réalisée par Metella en 2018.

## Vie privée
Il est le frère de Malia Metella.

## Palmarès

### Jeux olympiques
| Édition             | Épreuve              | Épreuve                     | Épreuve                      |
| Édition             | 4 × 100 m nage libre | 100 m papillon              | 4 × 100 m quatre nages       |
| Rio de Janeiro 2016 | Argent 3 min 10 s 53 | 6e 51 s 58                  | -                            |
| Tokyo 2020          | 6e 3 min 11 s 09     | 9e des demi-finales 51 s 32 | 10e des séries 3 min 33 s 41 |

### Championnats du monde

#### En grand bassin
| Édition       | Épreuve              | Épreuve         | Épreuve                | Épreuve          | Épreuve                    |
| Édition       | 4 × 100 m nage libre | 100 m papillon  | 4 × 100 m quatre nages | 100 m nage libre | 4 × 100 m nage libre mixte |
| Kazan 2015    | Or 3 min 10 s 74     | 5e 51 s 24 (RF) | Bronze 3 min 30 s 50   |                  |                            |
| Budapest 2017 | -                    |                 |                        | Bronze 47 s 89   |                            |
| Gwangju 2019  |                      |                 |                        |                  | Bronze                     |

#### En petit bassin
| Édition      | Épreuve                  | Épreuve                   | Épreuve              |
| Édition      | 4 × 100 m nage libre     | 4 × 50 m 4 nages          | 4 × 100 m 4 nages    |
| Doha 2014    | Or 3 min 3 s 78 (RC, RE) | Argent 1 min 31 s 25 (RE) | Bronze 3 min 22 s 26 |
| Windsor 2016 | Argent 3 min 7 s 35      | -                         | -                    |

### Championnats d'Europe

#### En grand bassin
| Édition      | Épreuve        | Épreuve          | Épreuve               | Épreuve                | Épreuve                |
| Édition      | 100 m papillon | 100 m nage libre | 4 × 100 m nage libre  | 4 × 100 m quatre nages | 4 x 100 m relais mixte |
| Berlin 2014  | -              | -                | Or 3 min 11 s 64 (RC) | -                      | -                      |
| Londres 2016 | Bronze 51 s 70 | -                | -                     | Argent 3 min 33 s 89   | -                      |
| Glasgow 2018 | Argent 51 s 24 | Bronze 48 s 24   | -                     | -                      | Or 3 min 22 s 07       |

#### En petit bassin
| Édition       | Épreuve          | Épreuve          | Épreuve       | Épreuve        | Épreuve             | Épreuve                   |
| Édition       | 100 m nage libre | 200 m nage libre | 50 m papillon | 100 m papillon | 4 × 50 m nage libre | 4 × 50 m nage libre mixte |
| Chartres 2012 | Forfait          | 13e des séries   | 7e            | Bronze 50 s 66 | Or 1 min 23 s 31    | Or 1 min 29 s 64          |

#### Records
Il bat le record de France du 100 m papillon en 51 s 39 à Kazan lors de la demi-finale des Championnats du monde le 7 août 2015.
Il l'améliore lors de la finale du lendemain et le porte à 51 s 24 en se classant cinquième.
Il bat à nouveau le record de France du 100 m papillon le 21 avril 2019 lors de la finale des Championnats de France à Rennes en 50 s 85.

## Distinctions
- Chevalier de l'ordre national du Mérite le 1er décembre 2016[8]